# علي محمد عبده
علي محمد عبده (1931 - 2008) هو أديب وكاتب يمني.

## سيرته
ولد علي محمد عبده عام 1931م في مدينة حيفان المنطقة الرئيسية لسكان الأغابرة والتي كانت تشكل مركز ناحية القبيطة لكونها مقر الحكومة إذ تعتبر ناحية القبيطة واحدة من مديريات محافظة تعز في الوقت الحاضر، وهاجر والده إلى إثيوبيا وهو في أول الطفولة. تلقى الصبي علي محمد عبده مع بقية أبناء جيله تعليمه في مكتب الفلاح بحيفان، حيث درس القراءة والكتابة وبعض العلوم الدينية في الكتاتيب. وفي عام 1944م اضطر للهجرة إلى عدن ليلتحق بوالده (محمد عبده الصغير) والذي كان قد هاجر إلى إثيوبيا ثم انتقل إلى عدن بدافع السعي إلى العيش الكريم وإعالة أسرته. كان عمره حينها (13) عاماً حين انتقل من حياة الريف البدائية إلى حياة المدينة المتسعة التي كانت تزخر بها مستعمرة عدن البريطانية.

### والده
كان والده واحداً من الذين شاركوا في تأسيس أول حزب للحركة الوطنية. منذ ذلك التاريخ أصبح لفظة "الأحرار" تطلق على كل من ينشط معارضاً للنظام الإمامي. لم يكن بإمكان الصبي علي محمد عبده الالتحاق بإحدى المدارس الموجودة لمواصلة دراسته، كانت كل المدارس في عدن حكومية تابعة لإدارة مستعمرة عدن، وكان الإنجليز قد حصروا الالتحاق بالمدارس الحكومية بأبناء عدن أي من ولد في عدن ولديه شهادة ميلاد أو أن يكون من أبناء الجاليات الأجنبية وخاصة من أبناء البلدان التي تحت الحكم أو النفوذ البريطاني. لذا سعى محمد عبده الصغير بأن يلحق ابنه (علي) في ورشة ميكانيكية تابعة لشركة "ألبس" وهي أكبر شركة ذات أصول فرنسية. التحق علي محمد عبده في ورشة البس كمتدرب وبعد سنوات من العمل تمكن من خلال الخبرة واستيعاب الجانب الهندسي في مجال التكييف والتبريد ودراسته للغة الإنجليزية بطريقة فردية أصبح يحمل لقب مهندس. كان علي محمد عبده قد أطل على مرحلة الشباب فقد كان عمره (17) عاماً حين تمكن الثوار من إشعال ثورتهم بالتخلص من الإمام يحيى. وكان محمد عبده (والد علي) ممن استشهدوا أثناء معارك الدفاع عن الثورة، ولا يعرف أحد أين دفن، وقد أكد ناقلو الخبر من العائدين إلى عدن خبر استشهاده.

### نضاله
كانت الصدمة شديدة على الشاب علي محمد عبده، وكان عليه أن يغادر عدن إلى حيفان ليكون إلى جانب أسرته خاصة وأنه وحيد والديه. بقي مدة في المدينة التي شهدت مولده حتى عام 1950م. ثم غادرها إلى عدن مضطراً حيث عاد إلى عمله في ورشة ألبس للتكييف والتبريد.. كان عليه أن يعيش حياة كريمة وفي ذات الوقت إعالة أسرته والمشاركة في النضال الوطني.
لقد أدرك أن عملية التحول الذي أحدثته ثورة الأحرار من استنهاض ثوري على ساحة الوطن اليمني، وبالذات بين صف واسع من أبناء الشعب اليمني شمالاً وجنوباً رغم هزيمة الأحرار، لقد فتحت الثورة الطريق لتصعيد النضال الوطني واستمراره، وخلقت حالة من الانقسام في صف الأسرة الحميدية رغم البطش والتنكيل الذي أقدم عليه الإمام أحمد ضد معارضيه، وخصومه من أبناء أسرته. وعلى طريق مواصلة النضال الوطني اختار علي محمد عبده طريق والده الشهيد، لقد مضى  متابعاً لأحداث حركة الأحرار ورصد وقائعها.
لقد تفتق وعي الشاب علي محمد عبده الوطني واستوعب مسار حركة التطور التي واكبت مرحلة الخمسينيات والستينيات وما خلفته ثورة الدستور عام 1948 من استنهاض وطني. وفرز في إطار المجتمع اليمني، ففي عدن ظهرت فئة من مؤيدي الإمام. عملت على مواجهة الأحرار وإيذائهم شجعها على ذلك ما يسمى بانتصار إمامة بيت حميد الدين وإغلاق الإدارة البريطانية للجمعية اليمنية الكبرى، وإيقاف صحيفة صوت اليمن إرضاءً للنظام الإمامي الجديد.
ولكن بعد وقت قصير تمكن الأحرار من استعادة أنفسهم رغم إعدام العشرات من قادتهم، وإلى جانب ذلك اتسع النضال الوطني. ودور الحركة الوطنية، ففي مارس من عام 1950م تمكن الأحرار في عدن من لم صفوفهم وعقدوا عدة اجتماعات قيموا فيها الأوضاع وتبادلوا الآراء والنقاش واستقر بهم الأمر إلى تشكيل منظمة جديدة وقدموا طلب ترخيص بتأسيس نادي سموه نادي الاتحاد اليمني، تحايلاً على الإدارة البريطانية باعتبار أن مصطلح نادي يدل على الابتعاد عن العمل السياسي، وهكذا نجحوا في إيجاد منظمة تجمعهم واشتهر الاسم بعد ذلك بالاتحاد اليمني. ففي 3 مارس 1950م عقد اجتماع عام وتم انتخاب هيئة إدارية كقيادة للاتحاد اليمني وانتخب المناضل علي محمد عبده عضواً فيه.
لقد أتاح للشاب المهندس علي محمد عبده معرفة الأحداث المتعلقة بحركة الأحرار عن قرب ورصد وقائع الأحداث التي عايشها. وإلى جانب إسهامه العملي في حركة النضال الوطني.. شارك كعامل في ورشة ميكانيكية في الحركة العمالية فقد شهد النصف الأول من الخمسينيات  ولادة النقابات العمالية ثم الاتحاد العام لعمال عدن. من وحي ذلك تفتقت موهبة الشاب علي محمد عبده وشحذتها تجاربه العملية التي اتسمت بالبحث عن المعرف، وبعد أن أطمأن على قدرته في الكتابة أعلن عن اسمه ونشرت له الصحف كتاباته التي تصدرت صفحات بارزة.

### مناصب
- عضواً في إتحاد الأدباء والكتاب اليمنيين.
- عضواً بمجلس الشعب التأسيسي.

## كتاب حكايات وأساطير يمنية
وثق علي محمد عبده عدة حكايات وأساطير يمنية أصدرها في كتاب من الحجم المتوسط في (150) صفحة. صدرت الطبعة الثانية منه عام 1985م عن دار الكلمة في صنعاء، بتقديم الكاتب المصري علي الراعي وكتب المؤلف توطئة في صفحتين.
وجاءت الحكايات بأسلوب أدبي مبسط أثارت انتباه عدد من الباحثين والكتاب، ومنهم الشاعر البردوني الذي كتب خمس دراسات حول الحكايات الشعبية نشرت ضمن كتابه فنون الأدب الشعبي. أثناء زيارة الأديب المصري عبد الغفار مكاوي لصنعاء في سبتمبر 1987م أتيح له فرصة الحصول على كتابين هما: حكايات وأساطير يمنية، وطاهش الحوبان للروائي اليمني زيد مطيع دماج، وبعد قراءته لهما استمد منهما ثلاث مسرحيات: مسرحية الليل والجبل: استوحاها من رواية طاهش الحوبان. واستوحى مسرحيتين من حكايات وأساطير يمانية هما: مسرحية البطل: استوحاها من حكاية سيف القاتل. ومسرحية الحلم: استوحها من حكاية على رأس الظالم تقع. نشرت المسرحيات الثلاث بعنوان الليل والجبل في روايات مجلة الهلال المصرية.

### اهتمام المستشرقين
في عام 1983 نشر الباحث الألماني فيرنر داوم كتاباً يضم أساطيراً شعبية يمنية جمعها خلال فترة عمله دبلوماسياً في اليمن، بالإضافة إلى الأساطير المشتتة بين المراجع الأجنبية، وجزء من مجموعة الأساطير المنشورة بالعربية في كتاب "حكايات وأساطير يمنية" لعلي محمد عبده، فنشرها جميعاً بالألمانية في كتاب بعنوان "Märchen aus dem Jemen" (صدرت منه طبعة منقحة عام 1992)، وجاء الكتاب سرداً محايداً للقصص، سوى من تحليل بسيط ملحق على آخر الكتاب.

## مؤلفاته
- الليل والجبل. صادر عن روايات الهلال المصرية العدد (440) أغسطس 1985م.
- أضواء على طريق اليمنيين: معالم اليمن.
- الطائفية في اليمن.. جذورها.. وكيف تستأصل؟. صدر عام 1964م عن دار الجماهير للطباعة والنشر في عدن.
- التطلع الذهني المعاش في اليمن. 1973م .
- مسار الحركة الوطنية في اليمن. عن وزارة الإعلام بصنعاء، 1969م.
- مسيرة التمدن والتطور في اليمن. 1970م.
- حكايات وأساطير يمنية (1985). ط 2، صنعاء: دار الكلمة.
- لمحات من تاريخ حركة الأحرار اليمنيين (في جزئين) 2003م عن منتدى النعمان الثقافي للشباب والمعهد الفرنسي للآثار والعلوم الاجتماعية.

### قصص وروايات:
نشرت له العديد من القصص والروايات في العديد من المجلات والصحف تارة بأسماء مستعارة وتارة باسمه الفعلي، منها ما جمع في مجموعة قصصية والباقي لا يزال حبيس هذه الصحف والمجلات وأخرى مخطوطة.
- قصة بعنوان ( رهينة ) عام 1956م.
- قصة بعنوان (السراج) عام 1956م، وفي صحيفة الفجر.
- قصة بعنوان (سكران) ، وفي مجلة الكلمة العدد (31) قصة بعنوان (العُسَيْق).
- (مذكرات عامل) والتي تعتبر وثيقة لحياة الإنسان اليمني في عهد الإمامة نشرتها صحيفة الطريق تحت أسم (عم عبده ) على حلقات عام 1966م وأعيد نشرها تحت اسم (علي محمد عبده) في جريدة اليمن الجديد والحكمة عام 1976م .
- (حصان العربة) رواية نشرت على حلقات في جريدة الكفاح عام 1957م وأعادت مجلة الحكمة نشرها عام 1980م .
- (زواج سعدية) قصة نشرتها مجلة الحكمة في عام 1975م .
- (بائع الموز) قصة نشرتها مجلة الحكمة في مارس 1973م .
- (الماء) نشرت في عام 1988م .
- (حكايات وأساطير يمنية) مجموعة قصصية من التراث الشعبي اليمني قام بجمعها في كتاب صدر عن دار الحكمة الطبعة الأولى عام 1978م والطبعة الثانية عام 1985م .

### المسرح والتلفزيون:
قام الدكتور عبد الغفار مكاوي بترجمة بعض من أعمال علي محمد عبده الأدبية على المسرح المصري ومنها (مسرحية البطل) التي تقوم على قصة (سيف القاتل) (ومسرحية الحلم) والتي تقوم على قصة (على رأس الظلم تقع). وفي بداية الثمانينات قام التلفزيون اليمني بالتعاون مع التلفزيون المصري بإنتاج مسلسل تلفزيوني (وريقة الحناء) مستوحاة من نفس الكتاب.

### مقالات:
نشرت له العديد من الصحف والمجلات العديد من المقالات أهمها:
- هيبة الدولة أولاً
- المطلوب دك الأسوار وإقامة الجسور بين الحكومة والشعب
- مصر تعطي إبليس إمتياز
- مصادر دخل حركة الأحرار وأوجه صرفها
- الخلاف بين الإنكليز وحكام اليمن ليس جديداً
- الأطماع الصليبية في البلاد العربية
- الإعداد لثورة 48

واستعانت الموسوعة اليمنية والعديد من الباحثين في مجال تاريخ الحركة الوطنية بكتاباته كمرجع أساسي.

## تكريمات
- نال على تكريم من قبل رئيس الجمهورية بمنحه وسام الفنون من الدرجة الأولى عام 1989م تقديراً لما أسهم به في خدمة الثورة والجمهورية في المجالات الثقافية والفنية.
- كما كرم من قبل مؤسسة العفيف الثقافية ونال ميدالية العفيف التقديرية في 14/سبتمبر 1999م عرفاناً لأعماله النضالية المتميزة على طريق الثورة اليمنية الخالدة.
- كما كرم من قبل مؤسسة السعيد للعلوم والثقافة ومنح درع المؤسسة في إبريل عام 2001م تقديراً لأعماله الإبداعية وعرفاناً بمؤلفاته التي نشرها وخاصة تلك التي تتعلق بجانب من تاريخ حركة الأحرار والتي هي جزء من تاريخ الحركة الوطنية.
- نال على تكريم من قبل جمعية الأغابرة والأعروق بمنحه شهادة تقديرية في 16يوليو 2001م عرفاناً بالدور الوطني الذي قدمه .
- كما كرم من قبل المركز العام للدراسات والبحوث والإصدار بمنحة درع الجدارة.

## وفاته
توفي الأستاذ علي محمد عبده يوم الأحد الخامس عشر من ربيع أول 1429هـ الموافق 23 مارس 2008م.
1. 1 2 3 4  الجناحي، سعيد أحمد (2008). "من محطات من سيرة الأديب والكاتب علي محمد عبده". الملحق الثقافي لصحيفة الثورة ع. 16077.
2. ↑  Daum, Werner (1983). Märchen aus dem Jemen (بge).{{استشهاد بكتاب}}:  صيانة الاستشهاد: لغة غير مدعومة (link)